# Borysy (obwód lwowski)
Borysy (ukr. Бориси) – wieś na Ukrainie, w obwodze lwowskim, w rejonie jaworowskim, w hromadzie Jaworów. W 2001 roku liczyła 39 mieszkańców.